# Ci pensiamo lunedì
Ci pensiamo lunedì è stato un programma televisivo italiano di genere varietà, trasmesso dalla Rete 2 per due edizioni e 32 puntate la domenica alle 20:40. La prima edizione, composta da 14 puntate, andò in onda dal 30 gennaio al 1° maggio 1983 mentre la seconda edizione venne trasmessa in 18 puntate dall'8 gennaio al 6 maggio 1984.

## Il programma
Il programma, di cui sono autori Ferruccio Fantone, Dino Verde e Romolo Siena che ne è anche regista, era condotto da Renzo Montagnani e Alida Chelli, tra filmati, monologhi, sketch, canzoni e balletti. Nel cast anche Ric e Gian, Adele Cossi e Sandro Massimini. Montagnani introduceva il personaggio di Don Fumino, che terminava tutte le sue critiche (dirette soprattutto ai politici) con: "...son Fumino, se non le dico mi sento male". Da notare anche la parodia delle serie televisive Dallas e Dynasty, intitolata Dallasty. La sigla di chiusura della prima edizione era Nun ce pensà, cantata da Alida Chelli.
A partire dall'8 gennaio 1984 va in onda la seconda edizione del programma, che vede aggiungersi nel cast Daniela Mazzuccato al posto di Adele Cossi, Tiziana Fiorveluti e al posto di Ric e Gian i comici Pietro De Vico, Gigi Reder, Enzo Garinei e Giorgio Ariani. La sigla di chiusura di questa edizione era Ci ho provato, cantata da Alida Chelli.

## Ospiti musicali
La trasmissione prevedeva anche la partecipazione di cantanti e gruppi musicali (uno per puntata) citati nei titoli di coda ma non presenti nelle puntate della prima stagione rese disponibili in streaming su RaiPlay nel 2017, in occasione del ventennale della scomparsa di Renzo Montagnani, probabilmente per questioni di diritti.

### Prima edizione
- 1ª puntata: Sacha Distel - Amore di donna
- 2ª puntata: Alice - Azimut
- 3ª puntata: Peppino di Capri - Carillon
- 4ª puntata: The Flirts - Passion
- 6ª puntata: Lio - Mona Lisa
- 7ª puntata: Passengers - One Too Many
- 8ª puntata: Alan Sorrenti - Angeli di strada (Maybe I Love You)
- 9ª puntata: Fred Bongusto - Stretti
- 11ª puntata: Ph.D - I Didn't Know
- 12ª puntata: Alice - A cosa pensano
- 13ª puntata: Alberto Fortis - Ti dirò e Giuni Russo - Good Good Bye